# Thecla tigonia
Thecla tigonia är en fjärilsart som beskrevs av William Schaus 1902. Thecla tigonia ingår i släktet Thecla och familjen juvelvingar. Inga underarter finns listade i Catalogue of Life.